# Fizyka atmosfery
Fizyka atmosfery – dział geofizyki stosujący fizykę do badania atmosfery, zwłaszcza ziemskiej.
Fizycy atmosfery modelują atmosferę Ziemi i planet używając w większości klasycznych metod fizyki. 
Analizy teoretyczne stanu atmosfery, używane między innymi w prognozach pogody, oparte są na równaniach ruchu Newtona w postaci przydatnej do opisu przepływu płynów zwanych równaniami Naviera-Stokesa. Modele numeryczne opierają się na schematach numerycznych – metody elementu skończonego, metody różnic skończonych, metody spektralne - dyskretyzujące równania różniczkowe cząstkowe. Zachowanie promieniowania słonecznego oraz promieniowania cieplnego ziemi i samej atmosfery opisywane jest równaniem transportu promieniowania. Równanie to stanowi też podstawę wielu satelitarnych metod teledetekcji, które wykorzystują skomplikowane metody matematyczne do oceny parametrów stanu atmosfery na podstawie pomiarów promieniowania przechodzącego lub rozproszonego w różnych długościach widma elektromagnetycznego. Oddziaływanie fotonów ze sferycznymi i niesferycznymi cząstkami opisywane jest równaniami elektrodynamiki Maxwella, z których wynikają szczegółowe prawa dotyczące rozpraszania światła.
Do zbierania danych o stanie atmosfery używa się przyrządy fizyczne w tym też aktywne metody teledetekcji takie jak radar, lidar, czy akustyczne sondaże atmosfery. Innym zastosowaniem fizyki w problemach fizyki atmosfery jest wymiana masy i ciepła w warstwie granicznej atmosfery. Używane są tu metody z teorii turbulencji. Fizyka chmur dostarcza przykładu zastosowania metod termodynamiki, a wiele temperatur definiowanych w fizyce chmur ma odpowiedniki w pojęciach termodynamiki takich jak entropia lub entalpia. Mikrofizyka chmur wykorzystuje wiedzę z zakresu ośrodków polidyspersyjnych, m.in. równanie koagulacji (równanie Smoluchowskiego) dla zderzeń kropel lub kryształków lodu. Innym aspektem mikrofizyki chmur jest chemia atmosfery – dział opisujący jak gazy atmosferyczne wpływają na fizykę aerozoli i atmosferycznych jąder nukleacji. 
Meteorologia jest nauką zajmującą się opisem atmosfery ziemskiej z punktu widzenia procesów pogodowych i prognozy pogody. Meteorologia także używa fizyki do opisu procesów pogodowych.
Meteorologia, klimatologia, fizyka atmosfery, chemia atmosfery są dyscyplinami nauk o atmosferze ziemskiej. Obecnie coraz istotniejsza rolę odgrywają wspólne badania atmosfery, oceanu i hydrologii.